# Colt-Burgess Rifle
Das  Colt-Burgess Gewehr ist ein von Andrew Burgess ab 1880 für Colt entwickeltes und mehrfach patentiertes Repetiergewehr für .44-40-Zentralfeuerpatronen. Es wurde nur kurz, vom Frühling 1883 bis Januar 1885 von Colt’s Patent Firearms Manufacturing Co. in Hartford, Connecticut hergestellt.

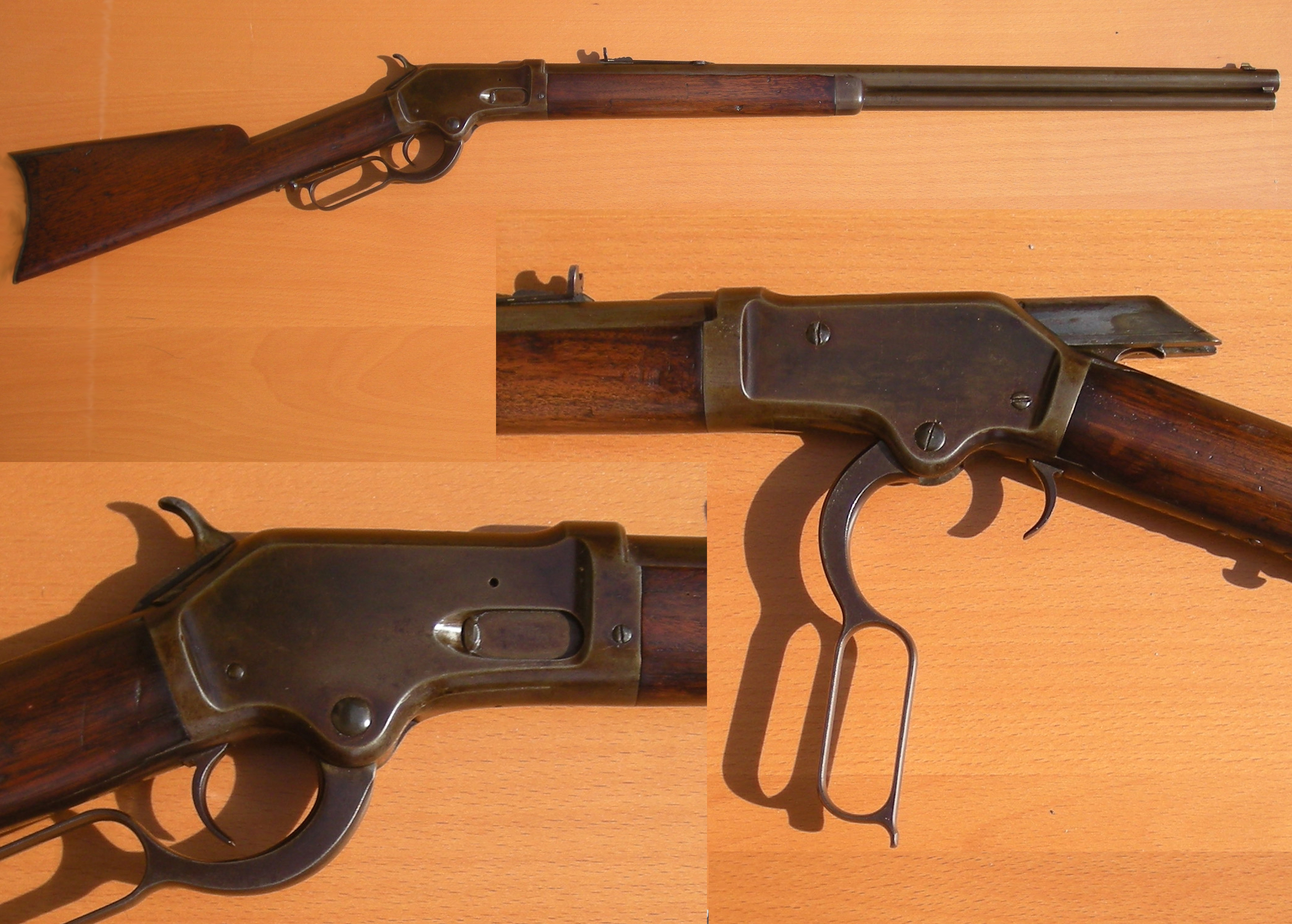
Colt Burgess Gewehr

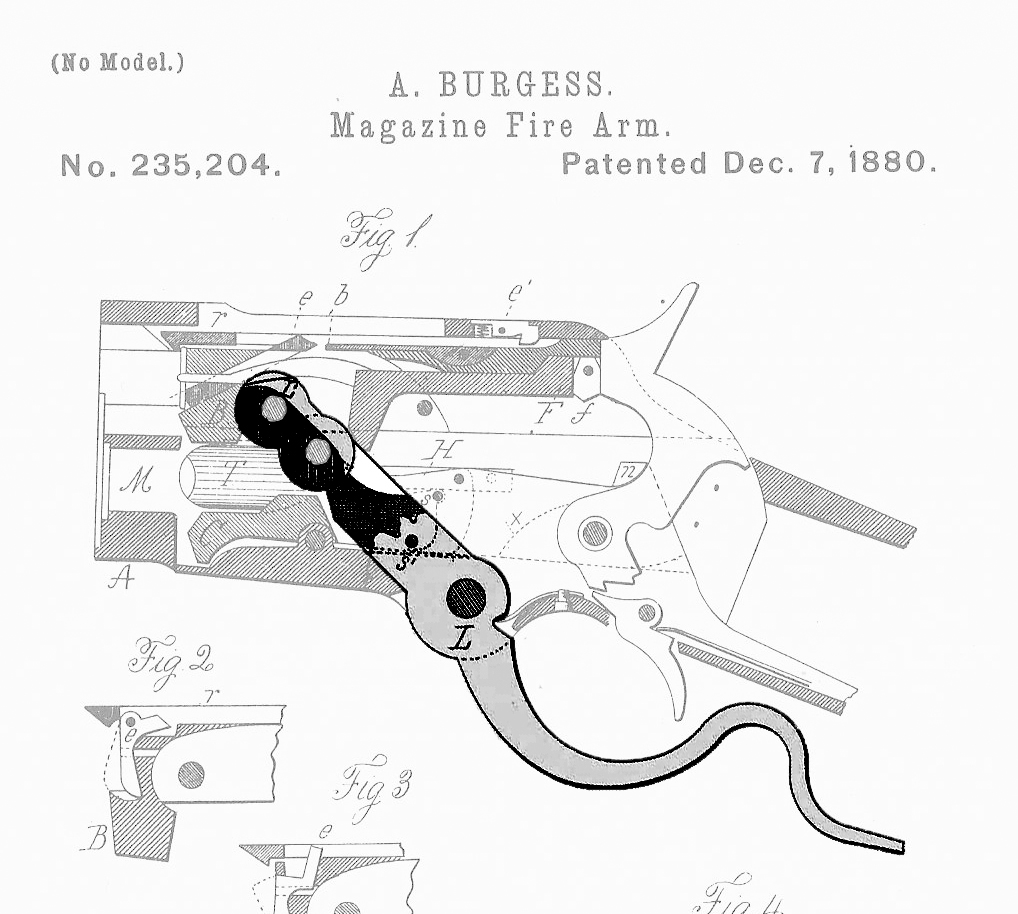
Colt-Burgess Kniegelenkverschluss (Patentschrift)

## Technik & Beschreibung
Das Colt-Burgess Gewehr ist ein Unterhebelrepetierer für .44-40 WCF-Schwarzpulverpatronen. Sein außenliegender Hahn wird beim Nachladen automatisch gespannt, die Waffe ist schussbereit. Zum Sichern kann der Hahn auf eine Sicherheitsraste abgesenkt werden. Die Verriegelung des Verschlusses geschieht über ein Kniegelenk, dessen untere, direkt am Ladehebel angebrachte Komponente durch die obere Komponente direkt mit dem Verschluss verbunden ist. Das unter dem Lauf liegende Röhrenmagazin fasst 15 Patronen beim Gewehr, beim Karabiner sind es 12 Patronen. Wie beim Winchestergewehr liegt die Nachfüllöffnung rechts am Verschlussgehäuse, zum Öffnen wird sie jedoch nicht eingeklappt, sondern nach vorne geschoben.

## Verwendung, Geschichte
Die Waffe war als Konkurrenzprodukt gegen die erfolgreichen Winchester Model 73 im Kaliber .44-40 gedacht. Grund des Erfolges dieser im Wilden Westen erfolgreichen Waffen war die Möglichkeit, die .44-40er als Einheitspatrone für Revolver und Gewehr zu verwenden.
Der Grund, warum die Waffe nur in kleiner Zahl auf den Markt kam, war folgender: Gegen Ende 1884 wurde ein Vertreter von der Winchester Repeating Arms Company bei Colt vorstellig und erklärte dem damaligen Vorsitzenden von Colt, Winchester sei auch am Revolvermarkt interessiert, er zeigte dabei Prototypen des geplanten Winchester-Revolvers. Der Vorstoß führte zu folgendem Gentlemen’s Agreement. Colt erklärte, in Zukunft keine Unterhebelrepetierer mehr herzustellen und Winchester verzichtete auf die angesagte industrielle Herstellung von Revolvern. Daraufhin stellte Colt die Fertigung des Colt-Burgess Unterhebelrepetiers ein, gesamthaft wurden nur 6403 dieser Waffen ausgeliefert. Interessant ist, dass Colt bereits 1884 die  Colt-Lightning Vorderschaftsrepetierer in diversen Kalibern auf den Markt brachte, für welche die Absprache nicht galt.

## Varianten

### Colt-Burgess Gewehr
Das Gewehr wurde mit einem Lauf mit einer Länge von 25 ½ Zoll angeboten, das Gewehr mit rundem Lauf kostete $ 25.- mit achteckigen $ 27.-. Es existieren auch Gewehre mit hinten achteckigen, vorne rundem Lauf. Der Mehrpreis für längere Läufe und Magazine war $ 1.- pro Zoll. Verschluss, Ladehebel und Hahn waren buntgehärtet. Verschlussgehäuse, Lauf und Magazin waren brüniert. Wenige Waffen waren vernickelt. Gesamthaft wurden 3810 Gewehre gefertigt.

### Colt-Burgess Karabiner
Der Karabiner wurde im gleichen Kaliber in einer schwereren und einer leichteren Ausführung (Baby Carbine) produziert, bei allen war am Verschlussgehäuse hinten links ein Karabinerring angebracht. Die Karabiner hatten einen runden 20 Zoll-Lauf, auch sie waren auf Wunsch vernickelt. Gesamthaft wurden 2593 Karabiner gefertigt.